# Tramonti di Sopra
Tramonti di Sopra (friuli nyelven Tramonç Disore) település Olaszországban, Friuli-Venezia Giulia régióban, Pordenone megyében. Lakosainak száma 276 fő (2023. január 1.). Tramonti di Sopra Claut, Forni di Sotto, Frisanco, Meduno, Socchieve és Tramonti di Sotto községekkel határos.

## Népesség
A település lakossága az elmúlt években az alábbi módon változott:
| Lakosok száma | 318  | 301  | 276  |
|               | 2017 | 2018 | 2023 |